# Trisquel GNU/Linux
Trisquel GNU/Linux [triskel] je počítačový operační systém, resp. linuxová distribuce, odvozená od Ubuntu. Cílem projektu je vytvořit kompletně svobodný systém bez proprietárního software nebo firmware a používat upravenou verzi kernelu z Ubuntu, bez nesvobodného kódu (bez binárních blobů). Trisquel je závislý na darech od svých uživatelů. Jeho logem je triskelion, keltský symbol Slunce. Trisquel figuruje na seznamu Free Software Foundation jako distribuce obsahující jen svobodný software.

## Přehled
K dispozici jsou čtyři hlavní verze.

### Trisquel
Standardní varianta Trisquel obsahuje desktopové prostředí a uživatelské rozhraní MATE na obrazu DVD velkém 2,6 GB; obraz s prostředím KDE je s dvěma GB o něco méně objemný.

### Trisquel Mini
Trisquel Mini je alternativou k hlavní variantě Trisquel, vytvořenou k běhu na netbooku a starším hardware. Používá nenáročné prostředí LXDE a lehké GTK+ a alternativy X Window System ke GNOME a Qt-KDE aplikace. – vše na obrazu CD (ISO) o velikosti 1,2 GB.

### Trisquel Sugar TOAST
Sugar [ˈšugəː(r)] je svobodné a opensource desktopové prostředí vytvořené s cílem být používáno dětmi k interaktivní výuce. Sugar nahrazuje standardní GNOME.

### Trisquel NetInstall
Sestává z 42MB obrazu CD s kernelem a minimem softwaru pro začátek instalace pomocí textového síťového instalátoru a stažení zbylých balíčků z internetu.